# SAP Developer Network
SAP Developer Network (SDN) es una comunidad en línea para desarrolladores SAP.
Es un canal de recursos y colaboración para desarrolladores SAP, arquitectos, consultores e integradores. El SDN ofrece foros, blogs, una biblioteca técnica, descargas, una galería de códigos, un catálogo de educación en línea, una Wiki, etc.
Todo esto, esto proporciona un canal abierto de comunicación entre miembros activos de la comunidad, la cual incluye más de 800,000 miembros.
El SDN es el lugar para encontrar información no solo sobre productos y tecnología de SAP AG, sino también escenarios y prácticas de IT, referidos a operaciones diarias.